# 周謨
周謨（1428年—？），字守謨，江西臨江府新淦縣人，明朝政治人物。進士出身。

## 生平
江西鄉試第五十一名。天順元年（1457年）丁丑科會試第十二名，殿試登進士第二甲第七十七名。

## 家族
曾祖周平殷。祖父周鈇仲。父亲周行勉。